# Cătălin Ungur
Cătălin-Paul Ungur (1994. augusztus 1. –) román úszó.

## Pályafutása
Az úszással hatévesen kezdett el foglalkozni. Előbb a CSM Baia Marénál versenyzett, majd a CSM Brașov csapatában folytatta tovább. Igazi nagy álma 2014-ben teljesedett be, mikor kikerült az Egyesült Államokba, hogy az ottani oktatási rendszer keretei között fejleszthesse magát.
A 2014-es bukaresti román rövid pályás úszóbajnokságon aranyérmet szerzett 50 m háton, majd a 2016-os vajdahunyadi bajnokságon 50 méter pillangón lett első helyezett, csakúgy mint egy évvel később, ahol a 4 × 50 m-es gyorsváltóval (Szilagyi Sándor, Florin Coste, Andrei Ungur) ezüstérmet szerzett, majd 100 méter háton az első, a 4 × 50 m-es vegyes váltóval (Szilagyi, Coste, Ungur) a harmadik helyen zárt.
A 2017-es koppenhágai rövid pályás úszó-Európa-bajnokságon az 50 méteres hátúszás elődöntőjének futamában 23,34 másodperccel harmadikként ért be, ezzel ötödikként kvalifikálta magát döntőbe, ahol végül a 7. helyet sikerült megszereznie. 50 méter pillangón is rajthoz állt, de csak a huszonegyedik legjobb időt úszta, így nem jutott tovább. Megmutatta magát 50 méter gyorson és 100  méter háton is, ahol viszont csak a 35., illetve a 12. helyen sikerült beérkeznie.
2019-ben, a skóciai Glasgow-ban rendezett rövid pályás úszó-Európa-bajnokságon, ahol négy versenyszámban is rajthoz állt (50 m gyorson, 50 és 100 m háton, 50 m pillangón), a legjobb eredménye egy 19. hely lett (50 méter háton).